# TRAPPIST-1f
TRAPPIST-1f – skalista, podobna do Ziemi planeta pozasłoneczna krążącą wokół bardzo chłodnego czerwonego karła TRAPPIST-1 oddalonego o 39 lat świetlnych (około 12 parseków) od Słońca, znajdującego się w gwiazdozbiorze Wodnika.

## Odkrycie
Została odkryta metodą tranzytu przez Kosmiczny Teleskop Spitzera. Jest to piąta (licząc od gwiazdy) z siedmiu planet znajdujących się w układzie gwiazdy TRAPPIST-1. Krąży w obrębie ekosfery układu, w związku z czym istnieje prawdopodobieństwo, że na jej powierzchni występuje woda w stanie ciekłym.